# 大学駅
大学駅（だいがくえき）は、長崎県佐世保市川下町にある松浦鉄道西九州線の駅である。付近には長崎県立大学佐世保校がある。

## 歴史
- 1991年（平成3年）3月16日：松浦鉄道西九州線相浦 - 上相浦間に大学前駅（だいがくまええき）として新設[1]。
- 1994年（平成6年）10月3日：大学駅（だいがくえき）に改称。

## 駅構造

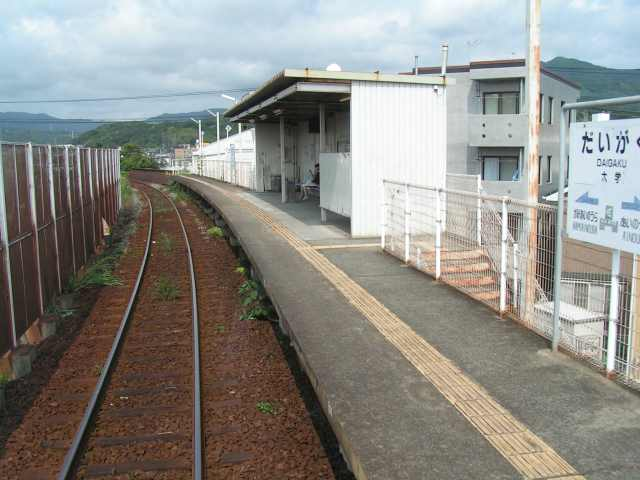
ホーム（2006年8月）

単式ホーム1面1線を有する高架駅である。無人駅で駅舎は無いが、待合室がある。ホームは盛土上にある。
また、今福駅と共に縁起駅として売出しており、駅には「祈合格　大学駅」の駅名表と共に神棚（ご神体は飯盛神社より分霊）が設置されている。大学入学にあやかって入場券を購入する人が地元を始め県外からも来る。ただし、当駅は無人駅であるため入場券は松浦鉄道の有人駅で購入することになる。なお、2008年12月現在、「今福から大学行き乗車券」及び「入場券5枚セット」が松浦鉄道の有人駅及び通販で販売されている。

## 利用状況
2023年度の1日平均乗降人員は867人である。
| 年度               | 1日平均 乗降人員 |
| ------------------ | ---------------- |
| 2019年（令和元年） | 1,058            |
| 2020年（令和02年） | 856              |
| 2021年（令和03年） | 893              |
| 2022年（令和04年） | 893              |
| 2023年（令和05年） | 867              |

## 駅周辺
- 長崎県立大学佐世保校
- 佐世保市立相浦中学校
- 佐世保市立相浦小学校
- 佐世保市立相浦西小学校
- 九州文化学園高等学校
- 長崎短期大学
- 佐世保実業高等学校
- 佐世保市総合グラウンド（陸上競技場・佐世保野球場・アーチェリー場・プール等）
- 佐世保市消防局西消防署
- 陸上自衛隊相浦駐屯地
- 長崎県道11号佐世保日野松浦線
- エレナ相浦店

## 隣の駅
松浦鉄道
■西九州線
快速
相浦駅 - 大学駅 - 上相浦駅
普通
相浦駅 - 大学駅 - 上相浦駅